# مسجد ساو شياو
مسجد ساو شياو (بالصينية 草桥清真寺: بالبينيين Cǎoqiáo Qīngzhēnsì) يقع المسجد في منطقة تشينهواي إحدى مناطق مدينة نانجينغ التابعة لمقاطعة جيانغسو في الصين. تم بناء المسجد في عهد الإمبراطور تشيان لونغ من أسرة مينغ
.

## العمارة
تم بناء المسجد على النمط الصيني التقلييدي، ويتألف المسجد من قاعة صلاة وغرفة تدريس.